# Ray Bolger
Ray Bolger (Dorchester (Massachusetts), 10 januari 1904 – Los Angeles, 15 januari 1987) was een Amerikaans conferencier. Hij speelde de rol van Huck, de vogelverschrikker in The Wizard of Oz.

## Levensloop
Bolger werd geboren als Raymond Wallace Bulcao. Geïnspireerd door de vaudevilleshows waar hij van jongs af aan in meespeelt, verandert hij zijn naam in Ray Bolger, en begint zijn carrière als de act Sanford & Bolger, een dansact. In 1926 danst hij in het Palace Theatre in New York, een van de beste vaudevilletheaters van Amerika. Hij was een begenadigd tapdanser. Uiteindelijk maakt hij carrière in de film, televisie en nachtclubs. Op de openingsavond van de Radio City Music Hall op 27 december 1932 trad hij samen met Martha Graham op in een show.
Hij speelde zichzelf in The Great Ziegfeld en had ook een rol in The Harvey Girls.
Ray Bolger kreeg twee sterren op de Hollywood Walk of Fame.

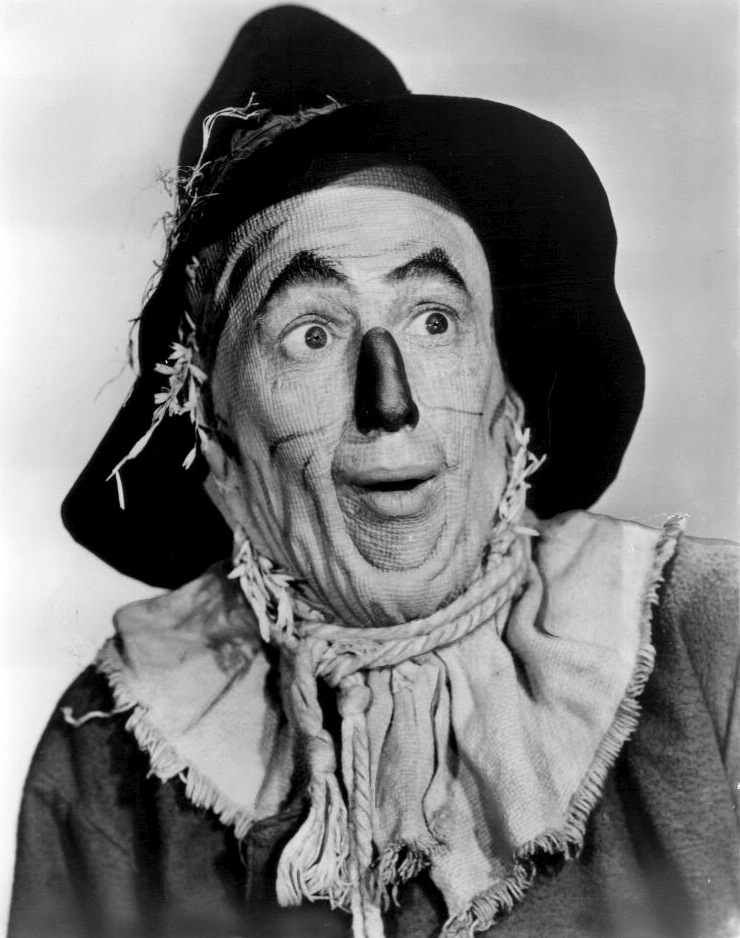
Bolger als de vogelverschrikker Huck in The Wizard of Oz (1939).

- Bibsys: 5074815
- Biblioteca Nacional de España: XX1648202
- Bibliothèque nationale de France: cb139301706 (data)
- Gemeinsame Normdatei: 134608011
- International Standard Name Identifier: 0000 0000 6310 123X
- Library of Congress Control Number: n82036007
- MusicBrainz: 987cdd3c-65f2-4645-bf1e-ed93197101e8
- Nationale bibliotheek van Australië: 36441024
- Nationale Bibliotheek van Israël: 987007457422105171
- Nationale Bibliotheek van Polen: a0000002622050
- Nederlandse Thesaurus van Auteursnamen: 12414053X
- Istituto Centrale per il Catalogo Unico: DDSV022695
- SNAC: w6th9tfm
- Système universitaire de documentation: 067133002
- Virtual International Authority File: 46949136
- WorldCat: E39PBJbH39kGDvQK4fbhf669Xd